# Ctenophthalmus longiprojiciens
Ctenophthalmus longiprojiciens är en loppart som beskrevs av Chen Ningyu, Li Kueichen et Wei Xiaoyrong 1988. Ctenophthalmus longiprojiciens ingår i släktet Ctenophthalmus och familjen mullvadsloppor. Inga underarter finns listade i Catalogue of Life.